# Bohdan Lewartowski
Bohdan Lewartowski (ur. 20 kwietnia 1929 w Warszawie, zm. 15 lutego 2024 tamże) – polski lekarz i fizjolog, nauczyciel akademicki, profesor nauk medycznych.

## Życiorys
W 1954 uzyskał dyplom lekarza w Akademii Medycznej w Warszawie. Specjalista w zakresie chorób wewnętrznych (I stopień w 1959). Stopień doktora nauk medycznych uzyskał w 1961 w Akademii Medycznej w Warszawie na podstawie pracy pt. Badania nad wpływem węzła zatokowego na cykl pobudliwości mięśnia sercowego. W 1965 w tej samej uczelni uzyskał stopień doktora habilitowanego na podstawie pracy pt. Badania nad fizjologiczną rolą acetylocholiny w czynności serca. W 1973 otrzymał tytuł profesora nadzwyczajnego, a w 1982 profesora zwyczajnego.
Zawodowo związany z Akademią Medyczną w Warszawie a następnie z Centrum Medycznym Kształcenia Podyplomowego, w tym w latach 1967–1999 kierownik Zakładu Fizjologii Klinicznej CMKP oraz w latach 1974–1981 dyrektor CMKP.
Związany również z Polską Akademią Nauk (członek rzeczywisty), w tym m.in. Przewodniczący Komitetu Nauk Fizjologicznych PAN (1991-1995), Przewodniczący Rady Naukowej Centrum Medycyny Doświadczalnej i Klinicznej PAN (2000-2004) oraz Przewodniczący Komisji Nagród przy Wydziale Nauk Medycznych PAN (1998-2007).
Członek wielu towarzystw naukowych polskich, w tym Towarzystwa Naukowego Warszawskiego (członek zwyczajny) i zagranicznych, w tym Członek International Academy of Cardiovascular Sciences oraz Council of European Section of International Society for Heart Research.
W swojej pracy naukowej wykazał z Zofią Kuratowską m.in., że nerki w warunkach niedotlenienia wytwarzają hormon erytropoetynę. Prowadził też prace dotyczące roli siateczki sarkoplazmatycznej w sprzężeniu elektromechanicznym miocytów zdrowego i niewydolnego serca.

## Odznaczenia
- Krzyż Kawalerski Orderu Odrodzenia Polski[4]
- Krzyż Armii Krajowej[4]